# Intercontinental Cup (India)
La Copa Intercontinental India (conocida como Copa Intercontinental Hero por motivos de patrocinio) es un torneo de fútbol de cuatro naciones organizado por la Federación de Fútbol de India (AIFF). Se lanzó en 2018 como reemplazo de la Copa Nehru.
El torneo fue organizado por la AIFF como parte de la preparación de la selección nacional de India para la Tercera ronda de clasificación para la Copa Asiática de 2019 y para la propia Copa Asiática. Los derechos del nombre del torneo fueron adquiridos por Hero MotoCorp, que también patrocina al seelccionado nacional. El torneo sucedió a la Copa Nehru y se desarrolló después de la Serie Tri-Nation, donde el entonces entrenador en jefe de la India, Stephen Constantine, reveló que la intención era realizar un torneo de cuatro equipos con la India compitiendo contra equipos del Caribe, África y Asia.
La primera edición celebrada en 2018 la ganó India, mientras que la siguiente edición celebrada en 2019 la ganó Corea del Norte.

## Palmarés
| Año          | Sede         | Campeón         | Final Resultado | Subcampeón | Tercer lugar  | Cuarto lugar |
| ------------ | ------------ | --------------- | --------------- | ---------- | ------------- | ------------ |
| 2018 Detalle | Mumbai       | India           | 2 – 0           | Kenia      | Nueva Zelanda | China Taipéi |
| 2019 Detalle | Ahmedabad    | Corea del Norte | 1 – 0           | Tayikistán | Siria         | India        |
| 2023 Detalle | Bhubaneshwar | India           | 2 – 0           | Líbano     | Vanuatu       | Mongolia     |
| 2024 Detalle | Hyderabad    | Siria           | Liga            | Mauricio   | India         |              |

## Títulos por país
| Equipo          | Campeón        | Subcampeón | Tercer lugar | Cuarto lugar |
| --------------- | -------------- | ---------- | ------------ | ------------ |
| India           | 2 (2018, 2023) |            | 1 (2024)     | 1 (2019)     |
| Siria           | 1 (2024)       |            | 1 (2019)     |              |
| Corea del Norte | 1 (2019)       |            |              |              |
| Kenia           |                | 1 (2018)   |              |              |
| Tayikistán      |                | 1 (2019)   |              |              |
| Líbano          |                | 1 (2023)   |              |              |
| Mauricio        |                | 1 (2024)   |              |              |
| Nueva Zelanda   |                |            | 1 (2018)     |              |
| Vanuatu         |                |            | 1 (2023)     |              |
| China Taipéi    |                |            |              | 1 (2018)     |
| Mongolia        |                |            |              | 1 (2023)     |

## Mayores goleadores
| Jugador               | Selección       | Goles |
| --------------------- | --------------- | ----- |
| Sunil Chhetri         | India           | 13    |
| Jong Il-gwan          | Corea del Norte | 3     |
| Ri Hyong-jin          | Corea del Norte | 3     |
| Lallianzuala Chhangte | India           | 3     |